# 夏慤健康院
夏慤健康院（Harcourt Health Centre）是一所已拆卸的公立診所（1946 - 1969），位於香港摩理臣山道與皇后大道東交界（約為現時摩理臣山道遊樂場），由舊防空署總部大廈改裝而成，以代替於二戰中嚴重受損的貝夫人健康院（Violet Peel Health Centre）。舊防空署總部大廈，1940年3月啟用，樓高兩層，於1946年4月29日，由夏慤爵士主持開幕。健康院啟用不久後，因應當時香港戰後日益嚴重的肺癆病況，開始兼作肺癆門診之用。然而，隨著不同的肺病專科門診相繼成立，健康院逐步改為兼作性病門診。直至鄧肇堅醫院成立，健康院的所有服務被其取代後，正式停用。该健康院的命名是為表彰与紀念於香港重光（1945年8月30日）後至港督楊慕琦爵士復位（1946年5月1日）前的日子中，夏慤爵士以軍政府總督身份為重建香港所作出的貢獻。過往有關夏慤健康院之報道及佈告中，曾將其誤稱為「夏慤道健康院」或誤述為「位於中環的夏慤健康院」。

## 發展里程
1946年4月29日中午，夏慤爵士（海陸空軍總司令，海軍中將）主持開幕。1947年4月1日，開設全港首個公立肺癆門診部，為求診者進行化驗及評估，再分流往不同醫院就診。1951年2月16日，九龍肺病療診所開幕，分擔健康院部分肺癆工作。1951年6月13日，接收由聯合國捐贈之兩部流動醫療車，用於流動胸肺科。1952年，已設有性病門診。1953年3月，增設男性病診所夜診。1953年5月，停止Ｘ光檢查服務，有需要之病人轉介至瑪麗醫院集中處理。1954年4月1日，灣仔分科診所開幕，當中之胸肺科，將健康院之肺癆工作全數取代。1956年3月，醫務處轄下護士局及接生局遷入健康院二樓。1956年4月3日，醫務處圖書課遷入健康院。1969年4月，鄧肇堅醫院開幕，健康院之男性病診所及母嬰健康院遷入其中。4月22日起，健康院停用。
1970年10月，健康院開始拆卸工程，預計開設一條新路，連接摩理臣山道及愛群道。